# 시러큐스 크런치
| 시러큐스 크런치 |                                                             |
| 콘퍼런스        | 동부 콘퍼런스                                               |
| 디비전          | 노스 디비전                                                 |
| 설립연도        | 1992년                                                      |
| 해체연도        |                                                             |
| 역사            | 해밀턴 캐넉스 (1992년~1994년) 시러큐스 크런치 (1994년~현재) |
| 경기장          | 온센터 워 메모리얼 아레나                                   |
| 연고지          | 뉴욕주 시러큐스                                             |
| 상징색          | 파랑, 하양, 은, 검정                                        |
| 구단주          | 하워드 돌건                                                 |
| 단장            | 쥴리안 브리스브와                                           |
| 감독            | 롭 제틀러                                                   |
| NHL 제휴        | 탬파베이 라이트닝                                           |
| ECHL 제휴       | 캘러머주 윙스                                               |
| 정규시즌 우승   | -                                                           |
| 콘퍼런스 우승   | 1 (2013)                                                    |
| 디비전 우승     | 2 (2002, 2013)                                              |
| 칼더 컵         | -                                                           |
| 영구 결번       | -                                                           |

시러큐스 크런치(Syracuse Crunch)는 미국 뉴욕주 시러큐스를 연고지로 하는 AHL의 동부 콘퍼런스 노스 디비전 소속 아이스 하키팀이다.

## 역대 홈경기장
| 시러큐스 크런치           |             |          |                 |      |
| 경기장                    | 사용기간    | 수용인원 | 장소            | 비고 |
| 온센터 워 메모리얼 아레나 | 1994년~현재 | 6,159명  | 뉴욕주 시러큐스 | 빈칸 |